# Heinrich IV. von Württemberg
Heinrich IV. von Württemberg (* 12. Jahrhundert oder 13. Jahrhundert; † 13. Mai 1259) war Fürstbischof von Eichstätt von 1247 bis 1259.

## Leben
Heinrich IV. stammte aus dem Geschlecht der Grafen von Württemberg (siehe auch Stammliste des Hauses Württemberg). Diese waren Vögte des Hochstiftes. Aufgrund der fragmentarischen Zusammenhänge ist eine endgültige genealogische Einreihung bislang unsicher. Der Zusatz als Heinrich „IV.“ bezieht sich auf die Abfolge der Eichstätter Bischöfe namens Heinrich. Heinrich IV. von Württemberg war ein fester Anhänger von Papst Innozenz IV., der in Auseinandersetzung mit Kaiser Friedrich II. Gegenkönige aufstellte. Ohne überregional in Erscheinung zu treten, war die Politik Heinrichs IV. auf eine Stärkung der päpstlichen Seite ausgerichtet. Der Papst ließ deswegen u. a. dem Eichstätter Domkapitel verschiedene Gunsterweisungen zuteilwerden.
Die Stadt Eichstätt trat 1256 dem Rheinischen Städtebund bei und verwendete erstmals ein eigenes Stadtsiegel, blieb aber nach wie vor im Besitz der Grafen von Hirschberg.